# 負担重量
負担重量（ふたんじゅうりょう）とは、競馬の競走において、競走馬が背負わなければならない重量のことである。
日本の競馬において、現在は負担重量をキログラムで表示するが、かつては尺貫法の単位である斤（きん、1斤は0.6kg）で表示しており、そのことから斤量（きんりょう）とも呼ばれる。また、カンカンともいう。またイギリスの競馬・アメリカ合衆国の競馬・ワールド・ベスト・レースホース・ランキングなどでは、ヤード・ポンド法の重量の単位であるポンドやストーンで表示している。

## 概要
平地競走および障害競走では、騎手自身の体重と騎手が身に着けている勝負服やプロテクター・鞍など所定の馬具をあわせた重量を指す。この際ヘルメットや鞭、番号ゼッケン、ゴーグルなどは含まない。なお一般に発表される負担重量は実際に計量した重量とは異なる場合があり、中央競馬の場合「保護ベストの標準的な重量に相当する分として1キログラムを減じた重量」となっている。

負担重量に満たない場合は重りを付けて調整することとなり、例えば重量調整された鉛を装着するか鞍に入れるなどすることになる。逆に負担重量を所定以上超過した場合（中央競馬の場合は2キログラム以上）は騎乗できず、強制的に乗り替わりとなる。なお中央競馬では、負担重量の超過が所定範囲以内の場合は裁決委員の許可を得ることでそのまま騎乗が可能だが、これを複数回繰り返すと騎乗停止となる場合がある。
ばんえい競走の場合、負担重量に相当するものとして、「ばんえい重量」（馬が曳くソリの重量）ならびに騎手重量が設定される。重りを付けての重量調整は騎手重量に対して行う（ばんえい重量は競走に際してあらかじめ規定の重量が載せられるが、その重量は後述の別定戦やアローワンスなどで変動しうる）。

## 負担重量の決め方
負担重量の決め方は大きく分けて二つ存在する。一つは、すべての出走馬を同一の条件下に置いて、最も強い競走馬を決めようという方法であり、競走馬の年齢、および性別だけで負担重量を決める。馬齢重量戦（馬齢戦と略される）や定量戦がこの方法に含まれる。
一方で、出走メンバーを多様化し、出走馬間の勝利できる可能性の差を縮めるため、強い馬と弱い馬の間にハンデキャップを設ける方法もある。現在の競馬においては負担重量を変更することによってハンデキャップをつける。別定戦もしくはハンデキャップ競走はこの方法に含まれる。かつては競走馬の体高に基づいて負担重量が定められることもあった。
日本やヨーロッパのグレードワン・グループワン競走（最高位の格付けの競走）は、そのほとんどが定量戦である。一方、アメリカやオーストラリアなどにはハンデキャップのグレードワン競走もあるなど、その扱いには差異がある。日本の中央競馬の場合、グレードワン競走は定量戦あるいは馬齢重量戦で行うとしている。
日本の中央競馬を例とすると、規程上は以下の3つが存在しており、このうち(3)についてはさらに二つに分けられている。
- (1) 馬の年齢によるもの（馬齢重量）
- (2) ハンデキャップにより定めるもの
- (3) 馬の年齢、性、収得賞金の額、勝利度数その他の競馬番組で定める条件により算出するもの
  - 別定
  - 定量

### 馬齢重量戦
馬齢重量戦（馬齢戦とも略される）とは、馬齢重量表に従って馬の性別と年齢のみで負担重量が決定される競走のことである。
馬齢が旧表記で表記されていた2000年までは5歳以上（新表記で言うところの4歳以上）の馬齢重量の設定があり、馬齢重量表に従って負担重量が決定される競走なら古馬戦でも馬齢重量戦と表記されていたが、新表記となった2001年以後は4歳以上の馬齢重量は廃止され、古馬戦における実質的な馬齢重量戦は定量戦表記となり（但し、定量戦において3歳以下の負担重量が必ずしも馬齢重量と一致しているわけではない。）、現在は2歳と3歳限定戦のみでしか定められていない。
2023年現在、2歳限定の重賞競走ならびに3歳限定のG2競走・トライアル競走は全て馬齢重量戦となっている。2023年夏季競馬より後述の通り、負担重量の引き上げが行われ、2歳戦においては1kg増となった。
| 年齢     | 年齢   | 2歳    | 2歳       | 3歳  | 4歳           | 4歳            | 5歳           | 5歳            | 6歳以降 |
| 年齢     | 年齢   | 1-10月 | 11月-12月 | 3歳  | 1月～春季開催 | 夏季開催～12月 | 1月～夏季開催 | 秋季開催～12月 | 6歳以降 |
| -------- | ------ | ------ | --------- | ---- | ------------- | -------------- | ------------- | -------------- | ------- |
| 負担重量 | 牡・騸 | 53kg   | 54kg      | 55kg | 56kg          | 57kg           | 57kg          | 56kg           | 56kg    |
| 負担重量 | 牝     | 53kg   | 53kg      | 53kg | 54kg          | 55kg           | 55kg          | 54kg           | 54kg    |

| 年齢     | 年齢   | 2歳   | 2歳     | 3歳   | 3歳     |
| 年齢     | 年齢   | 1-9月 | 10-12月 | 1-9月 | 10-12月 |
| -------- | ------ | ----- | ------- | ----- | ------- |
| 負担重量 | 牡・騸 | 55kg  | 56kg    | 56kg  | 57kg    |
| 負担重量 | 牝     | 55kg  | 55kg    | 54kg  | 55kg    |

2024年度からはさらに一部改正されるとともに、GⅢで実施している別定負担重量戦をGⅡ以上と同じ馬齢重量戦に変更する。
| 年齢     | 年齢   | 2歳   | 2歳     | 3歳    | 3歳 |
| 年齢     | 年齢   | 1-9月 | 10-12月 | 1-12月 |     |
| -------- | ------ | ----- | ------- | ------ | --- |
| 負担重量 | 牡・騸 | 55kg  | 56kg    | 57kg   |     |
| 負担重量 | 牝     | 55kg  | 55kg    | 55kg   |     |

### 別定戦
別定戦は、馬の性別と年齢で定められる基準重量に加えてその馬の獲得した賞金（競走によって収得賞金・番組賞金・総獲得賞金など用いられる値が異なる。収得賞金などの用語は日本の競馬の競走体系を参照）の額、勝利度数、過去に勝利した競走のグレードなど何らかの条件による加算重量が設定されている競走のことである（基準重量のみ指定され加算重量が指定されない競走は#定量戦となる。）。
中央競馬における基準重量は原則的に2歳・3歳限定競走では馬齢重量戦と同一、3歳以上・4歳以上の混合競走では5歳以上の出走馬に対する基準重量が定められており（原則として平地競走58kg、障害競走60kg。いずれも牝馬2kg減。）、4歳以下の出走馬の負担重量は基準重量から一定の重量を減ずることにより決定される。この減量される斤量は競走の施行月により異なりさらに平地競走では距離により3区分されており、施行月によっては4歳馬と5歳馬の負担重量の差が無い（減量が無い）場合もあるが、この減量される斤量は固定となっている（詳細は脚注のリンク先を参照）。但し、オープン競走など一部の競走で原則と異なる基本重量が設定されている場合がある。
重量を定める条件の違いにより「グレード別定」「賞金別定」などと記載することもある。2007年まではGIIの古馬重賞は賞金別定が存在した反面、1996年まではGIIIの古馬重賞はグレード別定は存在しなかったが、2008年にGIIは賞金別定がなくなり、1997年にGIIIはグレード別定が追加された。賞金別定は獲得賞金に対する斤量加算の上限がなく、多額の賞金を獲得した馬にとっては過酷な斤量となるため、事実上勝ち抜け制度と同様の機能を有している。これに対し、グレード別定はGI級の競走馬にとっての前哨戦に使われることも多いため、GIIの場合最大2kg程度の斤量加算に留まるのが一般的である。
なお、2023年の負担重量の変更に伴い、これまで一部の古馬の平地GIII重賞で実施されていた「賞金別定」がすべて「グレード別定」に、さらに2024年からは3歳限定のGIII重賞の「賞金別定」がすべて「馬齢」にそれぞれ変更される予定であり、2023年までに「賞金別定」の重賞は姿を消すことになる。
また、2006年の夏に勝って同条件が廃止されるまで500万下・1000万下・1600万下のレースは全て別定戦で行われており、中3週以内かつ勝って同条件の馬は特別勝ち→同条件平場出走の馬は2kg加増、平場勝ち→同条件平場出走と特別勝ち→同条件特別出走の馬は1kg加増される条件であった。
一部、加増重量の上限がない競走も存在しており、この場合は計算上であるが負担重量が非常に大きくなることもある。

### 定量戦
定量戦とは、広義で言えば別定戦の一種であるが、加算重量の設定がなく、馬の性別や年齢のみで負担重量が決まる競走のことである。
3歳以上の混合戦において実質的な馬齢重量戦として施行される場合もあるが、必ずしも3歳馬の負担重量が馬齢重量と一致するわけではなく、特に春季に施行される3歳以上の混合G1競走（安田記念・宝塚記念）における3歳馬の負担重量は馬齢重量より大幅に軽減された負担重量が設定されている。このように競走ごとに負担重量を決めることが可能であり、特定の年齢（大体は2歳および3歳）において大きな減量を行うなどの優遇策をとり出走を促すこともできる。優勝劣敗の原則に沿いつつ、（馬齢戦に比べて）競走ごとの個性を出すことも可能である。

#### 馬齢重量戦と定量戦の違い
馬の性別と年齢のみで負担重量が決まっているという点では、馬齢重量戦も定量戦も同様であるものの、定量戦では競走ごとに負担重量を決定する場合があるのに対し、馬齢重量戦は馬齢重量戦であるすべての競走について同一の基準で負担重量を決定する。中央競馬の規程（前述）の上では、定量戦は別定戦のうちの特別なものと扱われており、馬齢重量戦とは別の扱いとなっているが、後述の通り特に3歳限定のG1競走における定量戦と馬齢重量戦の違いは指定の斤量（定量）がたまたま馬齢重量と一致するか否かの違いに過ぎず、特別な意味を持つものではない。
中央競馬のGI競走は別定戦・ハンデキャップ戦は存在せず、ほぼ全てが定量戦で馬齢重量と一致する場合のみ馬齢重量戦となり、先述の通り4歳以上の馬齢重量は設定されていない為、4歳以上の競走馬が出走可能なG1競走は全て定量戦であり、馬齢重量戦のGIは2歳限定のG1競走（阪神ジュベナイルフィリーズ・朝日杯フューチュリティステークス・ホープフルステークス）ならび3歳限定のG1競走のうち10月に施行される秋華賞と菊花賞の5競走のみである。GIIについては、2005年まで定量戦は存在しなかったが、2006年に札幌記念と阪神カップが定量戦に設定された。2024年の負担重量変更に伴い、定量戦で行われている3歳限定以外のGI・GIIに関して、それぞれ1kg加増されることとなった。
特に3歳限定のG1競走は歴史的経緯により全て負担重量が牡馬57kg、牝馬55kgとされている（クラシック5競走が終戦後に競走が再開された1945年 - 1946年の時点での負担重量が定着し新設競走にも継承され現在に至っている）が、この負担重量が馬齢重量と一致しない時期に施行される競走（桜花賞・皐月賞・NHKマイルカップ・優駿牝馬・東京優駿）が定量戦、一致する時期（10月の秋華賞・菊花賞）に施行される競走は馬齢重量戦になるという制度上の違いに過ぎない。なお、2024年より3歳馬の馬齢重量が通年で牡馬・騸馬57kg、牝馬55kgに変更される為、3歳限定のG1競走は全て馬齢重量戦になる予定である。

### ハンデキャップ戦
全出走馬が近いタイムで競走できるよう、ハンデキャッパー（ハンデキャップ設定者）の判断により負担重量に差をつける競走である。人手で負担重量を設定するところが別定戦とは異なる。後述のとおり、JRAでの平地競走のハンデキャップ戦の最低重量はオープン競走では49kg、それ以外の条件戦は50kgとなっている（障害競走のハンデキャップ戦は2008年を最後に実施されていない）。

### 付加的に用いられる重量設定

#### セックスアローワンス
一般的に牡馬と牝馬の間には能力差があるため、それを補うために性別によってつける負担重量差のことをセックスアローワンスという。19世紀のはじめにイギリスのジョッキークラブの公式ハンデキャッパーであったヘンリー・ラウスが考案した。ただし、セックスアローワンスで認められる重量差は国やレース内容によってさまざまであり、一律の値ではない。
日本では中央競馬も地方競馬もほぼ同一で、牝馬に対し2歳10月 - 2歳12月までは1キログラム (kg, 以下「キロ」)、3歳以降は2キロを減量している。ただしばんえい競馬では、牝馬に対し馬齢を問わず20キロを減量しているほか、騸馬に対しても3歳以下に限り10キロを減量している。

#### 北半球産、南半球産のアローワンス
ウマの発情期が、北半球にいるウマと南半球にいるウマで半年のズレがあるため、出産時期も北半球にいるウマと南半球にいるウマでは半年ズレてくる。従って、ウマの成長にも半年のズレがあるため、北半球産馬と南半球産馬の間に負担重量の差をつける。
日本の中央競馬の場合、平地競走において、南半球産で7月1日以降に出生した4歳以下の競走馬は北半球産馬よりも減量される（障害競走においては減量は設定されていない）。このアローワンスは馬齢戦・定量戦・別定戦のいずれにおいても適用される。

#### 騎手による減量
主催者によっては、見習騎手（デビューからの期間が短い騎手）や女性騎手が騎乗する馬の負担重量を減量する制度を設けている。

#### 最低負担重量
主催者によっては、出走馬が最低限負担しなければならない負担重量を設定している場合がある。これを最低負担重量と呼ぶ。最低負担重量が設定されている場合、上述の減量措置が適用されても、負担重量の下限は最低負担重量となる。
日本中央競馬会（JRA）が施行する中央競馬の平地競走では、騎手の体位向上および女性騎手への減量適用を理由として、2019年以降、全ての重賞競走を含むオープン競走は48kg、未勝利から3勝クラスまでの競走は49kgが最低負担重量とされていた。同様に障害競走では、3歳56kg、4歳以上57kgが最低負担重量とされる。ただし、これら最低負担重量ギリギリの斤量で騎乗できる騎手は限られており、最低負担重量を背負った馬がレースで必ず上位に来れる訳ではない。しかも特別・重賞といった格の高い競走に最低負担重量で出走した馬が勝利したケースは極めて稀である。
2023年より「騎手の健康と福祉および将来にわたる騎手の優秀な人材確保の観点」から、平地競走の負担重量の引き上げが行われ、これにより平地競走の最低負担重量はそれぞれ現行から1kgずつ引き上げられ、オープン競走では49kg、それ以外の競走は50kgとなった。

上記最低負担重量の設定の前には、直近では2017年9月30日の中山競馬の条件戦で負担重量47kgでの出走例がある。JRAの競走における負担重量の最低記録は、1964年（昭和39年）の重賞第14回ダイヤモンドステークスに出走したリンドウ号の45kgとなっている。

## 負担重量の遵守
競走中、定められた負担重量となっているかを検査するために、競走前に前検量、競走終了直後に後検量を行う。前検量については競走と競走の間の時間が短いため、競走当日の所定の時刻前に前検量を行うことができる。前検量を済ませた鞍を競走馬につける際には不正がないように係員のいる装鞍所でないとつけることができない。
後検量は上位入線馬（中央競馬の場合7着以内。ただし写真判定で7着になる可能性のある馬が複数ある場合はその可能性のある馬のすべてが対象）ならびに上位人気馬に対して行われる。後検量を受ける騎手は原則としてレースで騎乗した馬に騎乗したまま検量所に向かわなければならない。検量が終了して定められた負担重量となっていることが確認されないと競走は確定されない（ただし騎手が怪我を負った場合など、検量が困難な場合は省略されることもある）。負担重量が遵守できなければ騎手は騎乗停止となる。
降雨などにより衣類に雨を吸い込み重くなってしまったなど、裁決委員がやむを得ないと判断した場合を除き、前検量と後検量の差がマイナス1キロを超えると失格となる。この場合入線してしばらくしてから審議のランプがつくこととなることがレーシングプログラムなどに明記されている。またマイナス1キロに満たない範囲でも、検量結果に不自然な増減が見られた場合には過怠金の対象となることがある。なおJRAでは2011年1月以降は、不利な条件下で達成された成績は尊重されるべきという観点から、斤量の増加については失格裁定の対象から外され、1キロを超える減少のみが失格となるように改正された。この規定は同年4月以降地方競馬にも適用されるようになった（ただしばんえい競走については、-12キロを超える減少が失格の対象となる）。

## 斤量が馬に与える影響
フランスの凱旋門賞では4歳以上牡馬に59.5キロを背負わせて走らせることになっており、前哨戦で好成績をあげたのにもかかわらず、連覇に臨む馬が惨敗することが多い。ただし、イギリスのG1のキングジョージ6世&クイーンエリザベスステークスは4歳以上牡騸馬の斤量が約60.3キロ、ナンソープステークスは約62.1キロ、チャンピオンステークスは約59.4キロとなっているなど、凱旋門賞が特別な重量であるとはいえない。
また、斤量差は日本のような走りやすい軽い芝よりも、欧州のように力のいる重い芝の方がより顕著に出るといわれていて、日本の競馬では重馬場のときに斤量の軽い方がより有利になるといわれている。
米国のダート競走はハンデキャップ競走をのぞけば日本同様58キロ以上の斤量を背負ってGI競走を走ることはまれであり、こちらは日本の競馬に近いといえる。一方で、ヨーロッパは全般的に60キロ以上を背負うことも多い。
日本では馬によっては59キロのハンデを苦にせずGI競走の前哨戦で背負いながらも勝つことも多く、実際のところは馬の能力によって左右される。ただし、日本では60キロ以上の斤量で出走させることは稀である。なお、科学的に斤量の差がどのくらい馬に負担をかけるのかは解明されていない。
障害競走では道中あまりにスピードを出しすぎると飛越の際に危険を伴うので日本では60キロ程度の斤量となることが多い。日本以外では国により異なるがより重い斤量となっており、イギリスのGIのチェルトナムゴールドカップでは6歳以上牡騸馬は約74.5キロと定められている。